# Tutume
Tutume – miasto w Botswanie, w dystrykcie Central. W 2008 liczyło 17 335 mieszkańców.